# Sixième sommet de la Communauté politique européenne
Le sixième sommet de la Communauté politique européenne est une réunion de la Communauté politique européenne qui s'est tenue le 16 mai 2025 à Tirana, en Albanie,.  

## Contexte
La Communauté politique européenne (CPE) a été fondée en tant que plateforme intergouvernementale visant à faciliter la coordination politique et économique entre les États européens, avec pour objectif principal de renforcer la coopération dans des domaines tels que la sécurité, la stabilité économique et la gouvernance démocratique. La plateforme est née en réponse à l’instabilité géopolitique croissante accentuée par l’invasion russe de l’Ukraine et a été proposée par le président français Emmanuel Macron en mai 2022. Elle a été conçu comme un cadre flexible et inclusif qui permettrait aux membres de l’Union européenne (UE) et aux États non-nombres, y compris le Royaume-Uni et les Balkans dits « occidentaux », de s’engager dans un dialogue collaboratif, sans avoir à être membre de l’UE.
L'Albanie, État non-membre, a été annoncée comme hôte du sixième sommet de la Communauté politique européenne par le Premier ministre britannique Sir Keir Starmer lors de la conférence de presse de clôture du quatrième sommet qui s'est tenu au Royaume-Uni en juillet 2024.
En décembre 2024, il a été annoncé que le sommet aurait lieu le 16 mai 2025. Ce sommet est le plus important jamais organisé par l'Albanie. Il s'est déroulé quelques jours après les élections législatives du 11 mai dans le pays, à l'issue desquelles Edi Rama été reconduit à la tête du gouvernement, en renforçant légèrement sa majorité absolue à l'Assemblée d'Albanie, le Parlement monocaméral d'Albanie. 

## Objectifs
Le sommet a pour slogan «  Nouvelle Europe dans un nouveau monde : unité – coopération – action conjointe  », et se concentrera sur quatre thèmes stratégiques: 
- Sécurité et stabilité démocratiques, en mettant l’accent sur le soutien à l’Ukraine et la protection contre les ingérences étrangères.
- Compétitivité et sécurité économique, par l’innovation, la transition énergétique et la durabilité industrielle.
- Migration, mobilité et jeunesse : relever les défis et le potentiel de la jeune génération européenne à l’ère numérique.
- leadership européen dans un monde nouveau, où l’on attend une vision plus claire et une détermination à agir sur la scène internationale.

## Programme

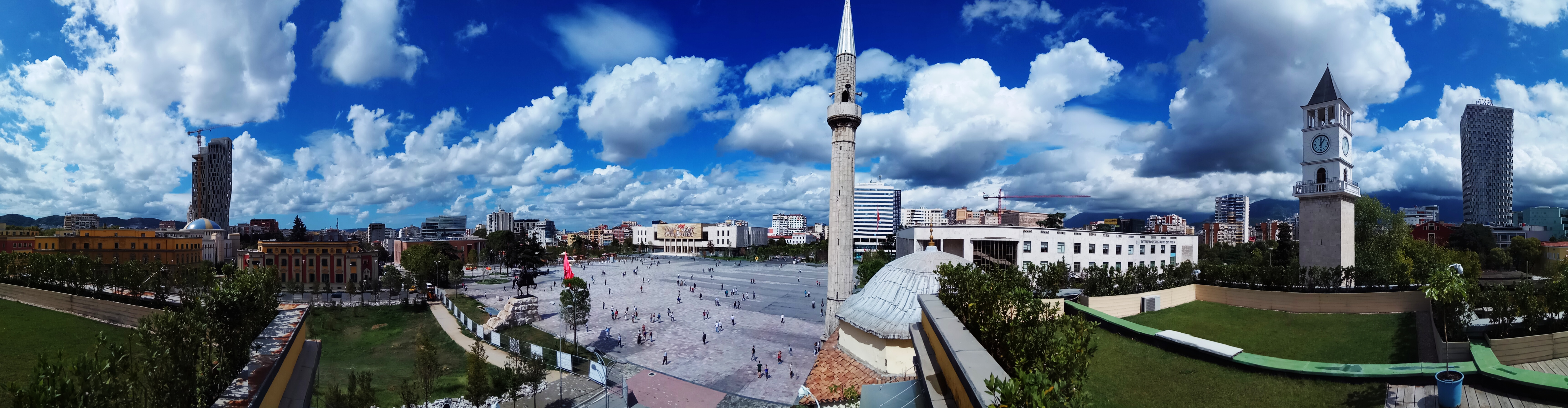
Panorama de la Place Skanderbeg, qui accueille le sommet.

Le sommet se tiendra le vendredi 16 mai 2025. Trois tables rondes thématiques seront organisées, axées sur la sécurité et la résilience démocratique de l’Europe, la compétitivité et la sécurité économique, ainsi que les défis de la mobilité et l’autonomisation des jeunes.
L'ordre du jour et le programme étaient les suivants,:
- 10h00 : Arrivées et accueil des dirigeants
- 11h00 : Cérémonie d'ouverture
- 11h30 : Photo de famille
- 11h45 : Première séance plénière[15]
- 13h00 : Déjeuner officiel
- 14h30 : Tables rondes thématiques
- 15h45 : Rencontres bilatérales entre chefs de délégations
- 17h30 : Séance plénière de clôture
- 18h30 : Conférence de presse conjointe avec les premiers ministres d'Albanie et du Danemark[16]

Le sommet était accueilli dans un bâtiment temporaire édifié pour l'occasion sur la Place Skanderbeg, au cœur de Tirana, la capitale albanaise. Proche de la Statue équestre de Skanderbeg, les murs de cette « maison de l'Europe » sont couvert de dessins réalisés par des écoliers albanais à propos de l'Europe.
Au début du sommet, Edi Rama a fait projeté une vidéo légère représentants les participants sous les traits de jeunes enfants et prononçant la phrase « bienvenue en Albanie » dans leur langue nationale.

## Participants

Pays participant à la Communauté politique européenne

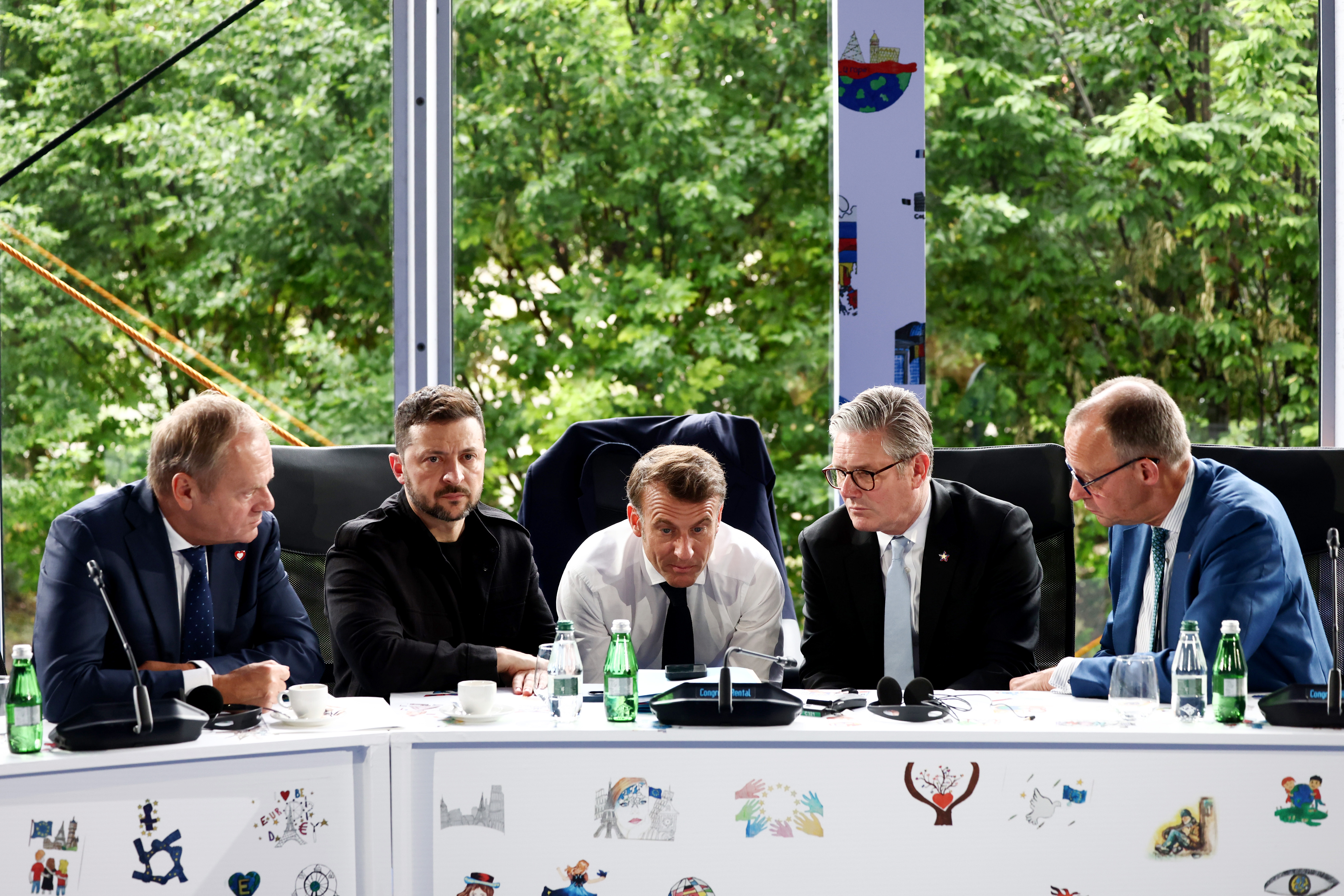
De gauche à droite : Donald Tusk (Pologne), Volodymyr Zelensky (Ukraine), Emmanuel Macron (France), Sir Keir Starmer (Royaume-Uni), Friedrich Merz (Allemagne). Ils s'entretiennent par téléphone avec le président des États-Unis.

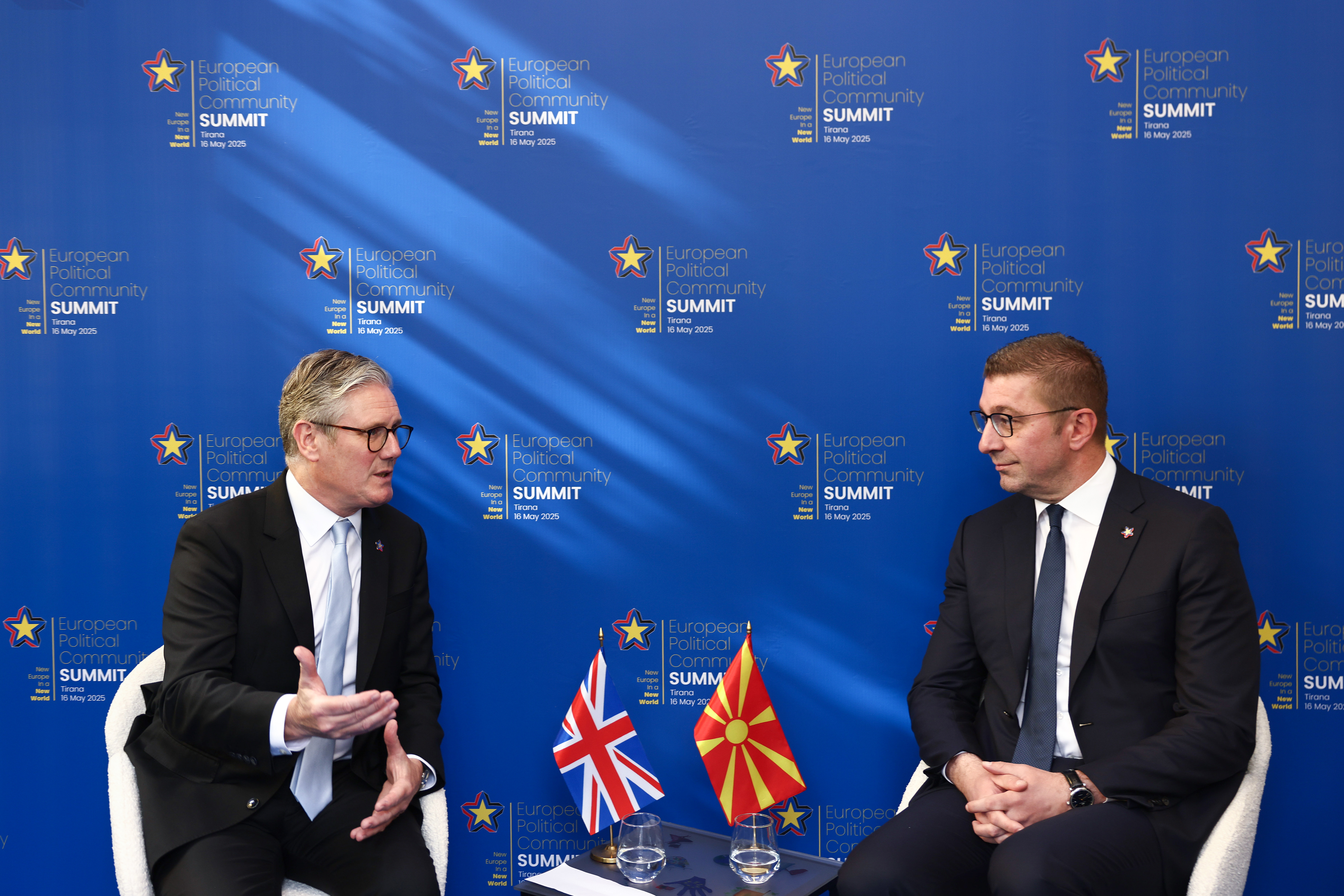
Rencontre bilatérale entre Sir Keir Starmer, Premier ministre du Royaume-Uni, et son homologue macédonien, Hristijan Mickoski, lors du sommet.

Le sommet devrait réunir les chefs d'État ou de gouvernement des États participant à la Communauté politique européenne, ainsi que le président du Conseil européen, la présidente de la Commission européenne et la présidente du Parlement européen,. 
|  | Non-membre de l'UE |
|  | Absent             |

| État                             | État               | Représentant          | Fonction                                                                              |
| -------------------------------- | ------------------ | --------------------- | ------------------------------------------------------------------------------------- |
| Drapeau de l'Albanie             | Albanie            | Edi Rama (hôte)       | Premier ministre                                                                      |
| Drapeau de l'Allemagne           | Allemagne          | Friedrich Merz        | Chancelier fédéral                                                                    |
| Drapeau d'Andorre                | Andorre            | Xavier Espot Zamora   | Chef du gouvernement                                                                  |
| Drapeau de l'Arménie             | Arménie            | Nikol Pachinian       | Premier ministre                                                                      |
| Drapeau de l'Autriche            | Autriche           | Christian Stocker     | Chancelier fédéral                                                                    |
| Drapeau de l'Azerbaïdjan         | Azerbaïdjan        | Ilham Aliyev          | Président                                                                             |
| Drapeau de la Belgique           | Belgique           | Bart De Wever         | Premier ministre                                                                      |
| Drapeau de la Bosnie-Herzégovine | Bosnie-Herzégovine | Željka Cvijanović     | Présidente de la Présidence                                                           |
| Drapeau de la Bulgarie           | Bulgarie           | Rossen Jeliazkov      | Premier ministre                                                                      |
| Drapeau de la Croatie            | Croatia            | Andrej Plenković      | Président du gouvernement                                                             |
| Drapeau de Chypre                | Chypre             | Nikos Christodoulides | Président                                                                             |
| Drapeau du Danemark              | Danemark           | Mette Frederiksen     | Première ministre                                                                     |
| Drapeau de l'Espagne             | Espagne            | Pedro Sánchez         | Président du gouvernement                                                             |
| Drapeau de l'Estonie             | Estonie            | Kristen Michal        | Premier ministre                                                                      |
| Drapeau de la Finlande           | Finlande           | Petteri Orpo          | Premier ministre                                                                      |
| Drapeau de la France             | France             | Emmanuel Macron       | Président de la République                                                            |
| Drapeau de la Géorgie            | Géorgie            | Irakli Kobakhidze     | Premier ministre                                                                      |
| Drapeau de la Grèce              | Grèce              | Konstantínos Tasoúlas | Président                                                                             |
| Drapeau de la Hongrie            | Hongrie            | Viktor Orbán          | Premier ministre                                                                      |
| Drapeau de l'Islande             | Islande            | Kristrún Frostadóttir | Première ministre                                                                     |
| Drapeau de l'Irlande             | Irlande            | Micheál Martin        | Taoiseach                                                                             |
| Drapeau de l'Italie              | Italie             | Giorgia Meloni        | Présidente du Conseil des ministres                                                   |
| Drapeau du Kosovo                | Kosovo             | Vjosa Osmani          | Présidente                                                                            |
| Drapeau de la Lettonie           | Lettonie           | Evika Siliņa          | Première ministre                                                                     |
| Drapeau du Liechtenstein         | Liechtenstein      | Brigitte Haas         | Chef du gouvernement                                                                  |
| Drapeau de la Lituanie           | Lituanie           | Gitanas Nausėda       | Président                                                                             |
| Drapeau du Luxembourg            | Luxembourg         | Luc Frieden           | Premier ministre                                                                      |
| Drapeau de Malte                 | Malte              | Robert Abela          | Premier ministre                                                                      |
| Drapeau de la Moldavie           | Moldavie           | Maia Sandu            | Présidente                                                                            |
| Drapeau de Monaco                | Monaco             | Albert II             | Prince souverain                                                                      |
| Drapeau du Monténégro            | Monténégro         | Jakov Milatović       | Président                                                                             |
| Drapeau de la Macédoine du Nord  | Macédoine du Nord  | Hristijan Mickoski    | Président du gouvernement                                                             |
| Drapeau de la Norvège            | Norvège            | Jonas Gahr Støre      | Premier ministre                                                                      |
| Drapeau des Pays-Bas             | Pays-Bas           | Dick Schoof           | Premier ministre                                                                      |
| Drapeau de la Pologne            | Pologne            | Donald Tusk           | Président du Conseil des ministres                                                    |
| Drapeau du Portugal              | Portugal           | Luís Montenegro       | Premier ministre                                                                      |
| Drapeau de la Roumanie           | Roumanie           | Ilie Bolojan          | Président par intérim                                                                 |
| Drapeau du Royaume-Uni           | Royaume-Uni        | Sir Keir Starmer      | Premier ministre                                                                      |
| Drapeau de Saint-Marin           | Saint-Marin        | Luca Beccari          | Secrétaire d'État pour aux affaires étrangères                                        |
| Drapeau de la Serbie             | Serbie             | Aleksandar Vučić      | Président                                                                             |
| Drapeau de la Slovaquie          | Slovaquie          | Robert Fico           | Président du gouvernement                                                             |
| Drapeau de la Slovénie           | Slovénie           | Robert Golob          | Président du gouvernement                                                             |
| Drapeau de la Suède              | Suède              | Ulf Kristersson       | Premier ministre                                                                      |
| Drapeau de la Suisse             | Suisse             | Karin Keller-Sutter   | Présidente de la Confédération                                                        |
| Drapeau de la Tchéquie           | Tchéquie           | Petr Fiala            | Président du gouvernement                                                             |
| Drapeau de la Turquie            | Turquie            | Recep Tayyip Erdoğan  | Président                                                                             |
| Drapeau de l'Ukraine             | Ukraine            | Volodymyr Zelenskyy   | Président                                                                             |
| Union européenne                 | Union européenne   | Kaja Kallas           | Haut représentant de l'Union pour les affaires étrangères et la politique de sécurité |
| Union européenne                 | Union européenne   | António Costa         | Président du Conseil européen                                                         |
| Union européenne                 | Union européenne   | Ursula von der Leyen  | Présidente de la Commission européenne                                                |
| Union européenne                 | Union européenne   | Roberta Metsola       | Présidente du Parlement européen                                                      |

### Délégués invités
L’ Assemblée parlementaire du Conseil de l’Europe a adopté une résolution en mars 2025 encourageant les pays hôtes à veiller à ce que le Conseil de l’Europe participe systématiquement aux futurs sommets de la CPE. Les secrétaires généraux du Conseil de l’Europe, de l'Organisation pour la sécurité et la coopération en Europe et de l’Organisation du Traité de l’Atlantique Nord ont été invités à assister au sommet. 
| Entité            | Entité                                                    | Représenté par          | Titre              |
| ----------------- | --------------------------------------------------------- | ----------------------- | ------------------ |
| Drapeau de l'OTAN | Organisation du traité de l'Atlantique nord               | Mark Rutte              | Secrétaire général |
|                   | Conseil de l'Europe                                       | Alain Berset            | Secrétaire général |
|                   | Organisation pour la sécurité et la coopération en Europe | Feridun Sinirlioğlu     | Secrétaire général |
|                   | Cabinet de transition uni de Biélorussie                  | Svetlana Tsikhanouskaya | Chef               |

## Résultats

### Relations entre l'Union européenne et le Royaume-Uni
Le Premier ministre britannique Sir Keir Starmer s'est entretenu avec les dirigeants de l'UE pour finaliser une réinitialisation des relations post-Brexit avant un sommet UE-Royaume-Uni le 19 mai à Londres. Cependant les deux parties demeurent en désaccord dans les discussions sur la pêche, la mobilité des jeunes ou l'adhésion du Royaume-Uni à Erasmus+, l'accès des étudiants et un nouvel accord commercial agroalimentaire. Des réunions ont eu lieu en marge du sommet avec le Emmanuel Macron et Ursula von de Leyen, aucune avancée immédiate n'a eu lieu. De nouvelles discussions étant prévues pour le premier sommet UE-Royaume-Uni le 19 mai 2025. 

### Guerre d'agression russe contre l'Ukraine
La présidente de la Commission européenne, Ursula von der Leyen, a annoncé à l'issue du sommet que de nouvelles contre-mesures d'intérêt général seraient prises par l'Union européenne contre la fédération de Russie. Ces mesures concerneraient les gazoducs Nord Stream 1 et 2, la flotte fantôme russe, la limite d'achat du gaz russe, et le secteur financier russe. Ces mesures seraient édictées « en coordination » avec les États-Unis, selon le président français, si les russe continuent à refuser un cessez-le-feu.

### Soutien à la Moldavie
Tout comme lors des sommets précédents, notamment les deuxième – qui s'était tenu en Moldavie –, quatrième et cinquième, le soutien à la république de Moldavie et à ses ambitions européennes a été réaffirmé. Les chefs des gouvernements allemand, italien, polonais, et britannique, les chefs d'États français et roumain ainsi que le président du Conseil européen et la présidente de la Commission européenne ont rencontré Maia Sandu, la présidente moldave et adopté une déclaration commune dans laquelle ils félicitent les progrès très remarquables réalisés par le pays, en particulier dans le domaine du renforcement de la démocratie et de l'état de droit.

## Voir également
- Intégration européenne
- Communauté politique européenne